# Claudia Nicoleitzik
Claudia Nicoleitzik, née le 8 décembre 1989 à Sarrelouis, est une athlète handisport allemande concourant dans la catégorie T36.

## Biographie
Elle est atteinte d'ataxie.
Elle remporte ses premières médailles lors des Championnats d'Allemagne en salle à Leverkusen en 2005, où elle rafle le bronze sur le 60 m et l'argent sur le saut en longueur.
Dix ans plus tard, aux Championnats du monde handisport 2015, elle remporte la médaille de bronze du 100 m T36 derrière la Russe Elena Sviridova et l'Argentine Yanina Martínez.
Aux Jeux paralympiques d'été de 2016, elle remporte la médaille d'argent sur le 100 m T36 derrière la Yanina Martínez en réalisant son record personnel (14 s 64) puis le bronze sur le 200 m T36 en 31 s 13 derrière la Chinoise Shi Yiting et la Sud-Coréenne Jeon Min-jae. Elle a déjà remporté trois médailles paralympiques, une en argent lors des Jeux paralympiques de 2008 et deux de bronze aux Jeux paralympiques de 2012.
Trop malade après les Jeux paralympiques, elle annonce, le 3 mai 2017, mettre un terme à sa carrière sportive. Atteinte de scarlatine, c'est son entraîneur de toujours qui fait l'annonce auprès des journalistes.
Sa sœur cadette prend la relève et remporte deux médailles d'or aux Championnats d'Europe à Berlin en 2018.

## Palmarès
| Date | Compétition           | Lieu           | Place | Course           | Temps   |
| ---- | --------------------- | -------------- | ----- | ---------------- | ------- |
| 2006 | Championnats du monde | Assen          | 2e    | 100 m T36        | 15 s 02 |
| 2006 | Championnats du monde | Assen          | 2e    | 200 m T36        | 32 s 17 |
| 2008 | Jeux paralympiques    | Pékin          | 2e    | 100 m T36        | 15 s 00 |
| 2008 | Jeux paralympiques    | Pékin          | 2e    | 200 m T36        | 31 s 48 |
| 2011 | Championnats du monde | Christchurch   | 3e    | 200 m T36        | 31 s 93 |
| 2011 | Championnats du monde | Christchurch   | 4e    | 4 × 100 m T35-38 | 58 s 49 |
| 2011 | Championnats du monde | Christchurch   | 4e    | 100 m T36        | 15 s 13 |
| 2012 | Jeux paralympiques    | Londres        | 3e    | 100 m T36        | 14 s 88 |
| 2012 | Jeux paralympiques    | Londres        | 3e    | 200 m T36        | 32 s 08 |
| 2012 | Jeux paralympiques    | Londres        | DSQ   | 4 × 100 m T35-38 | -       |
| 2013 | Championnats du monde | Lyon           | 1re   | 100 m T36        | 15 s 48 |
| 2013 | Championnats du monde | Lyon           | 2e    | 200 m T36        | 31 s 69 |
| 2014 | Championnats d'Europe | Swansea        | 1re   | 100 m T36        | 15 s 36 |
| 2014 | Championnats d'Europe | Swansea        | 2e    | 200 m T36        | 32 s 26 |
| 2015 | Championnats du monde | Doha           | 2e    | 200 m T36        | 30 s 53 |
| 2015 | Championnats du monde | Doha           | 3e    | 100 m T36        | 14 s 73 |
| 2016 | Jeux paralympiques    | Rio de Janeiro | 2e    | 100 m T36        | 14 s 64 |
| 2016 | Jeux paralympiques    | Rio de Janeiro | 3e    | 200 m T36        | 31 s 13 |
| 2016 | Jeux paralympiques    | Rio de Janeiro | 4e    | 4 × 100 m T35-38 | 56 s 04 |